# Katsudon
Le katsudon (カツ丼) est un mets de la cuisine japonaise qui consiste en un bol de riz chaud surmonté de tonkatsu : une tranche de porc d'abord panée, puis cuite avec un œuf battu.
Le mot katsudon est un mélange des mots japonais tonkatsu et donburi (丼ぶり, bol de riz).
Chez les étudiants japonais, la tradition est de manger un katsudon le soir avant un examen. La cause en est que le verbe japonais « katsu » (勝つ) que l'on entend dans katsudon signifie « gagner » ou bien « réussir ».